# Kurragömma

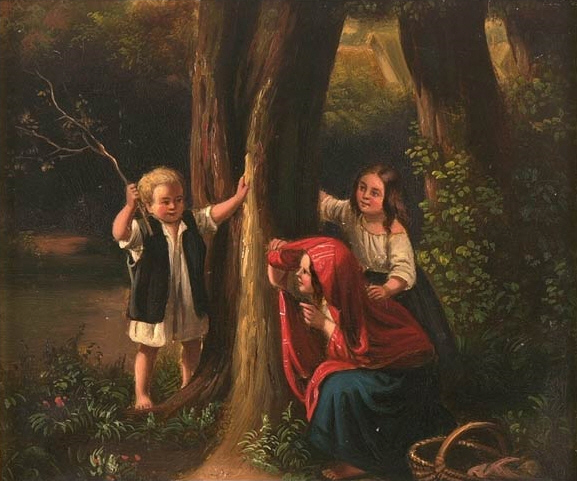
Tre barn leker kurragömma i skogen, målning av Friedrich Eduard Meyerheim.

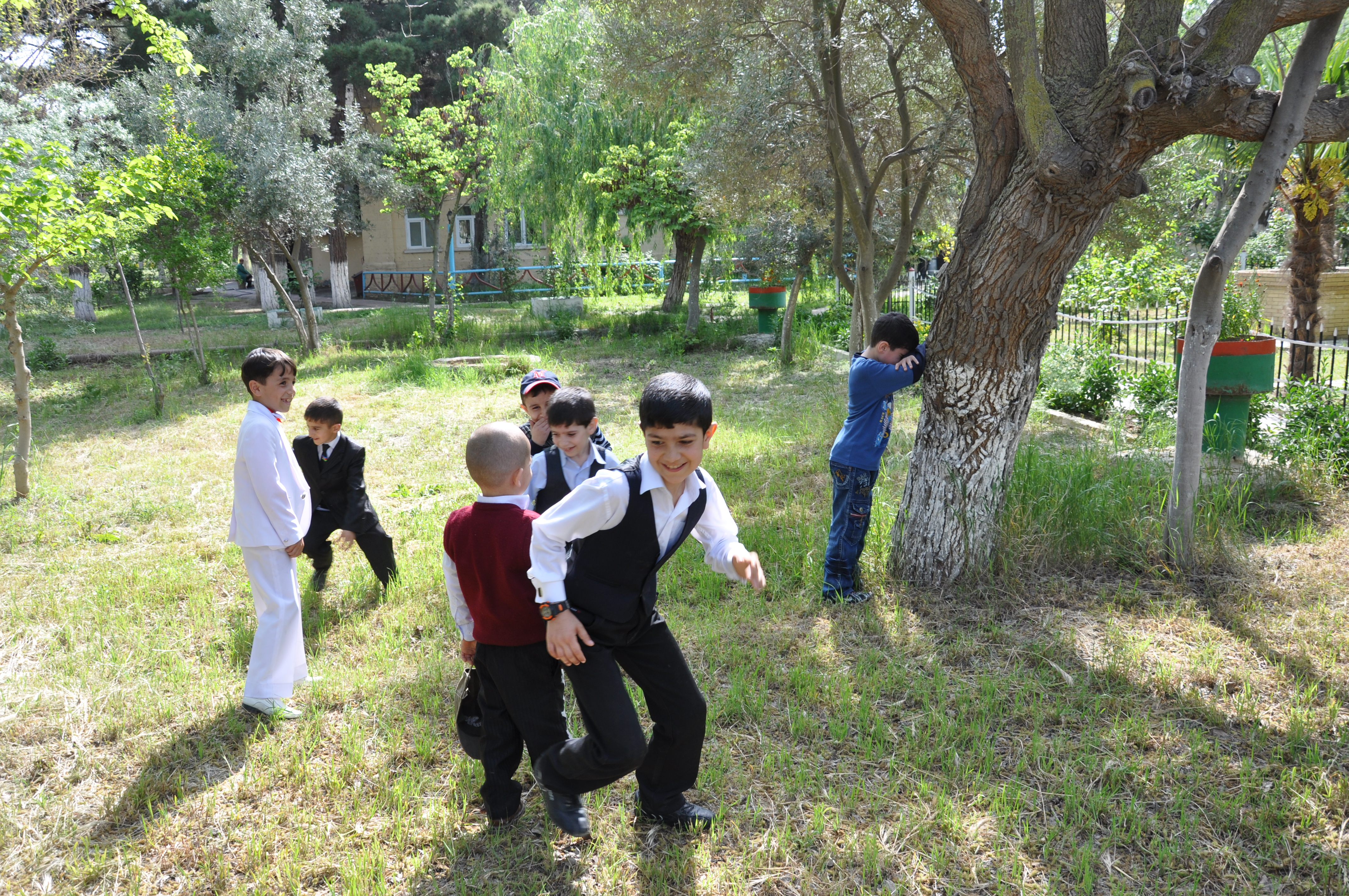
Barn i Azerbajdzjan påbörjar en kurragömmalek.

Kurragömma är en barnlek där en deltagare letar efter de övriga, som fått möjlighet att gömma sig. Det är en av de mest anrika lekarna i svensk historia.

## Tillvägagångssätt
Leken brukar lekas inomhus eller inom en begränsad utomhusyta. I den vanligaste varianten skall "letaren", (eller den som "är"/"tar"), stå och räkna till ett tal, oftast 100 eller 50, någonstans där hen inte kan se de övriga deltagarna. Normalt blundar den som "är" samtidigt som hen räknar högt så att de övriga ska kunna höra hur lång tid det är kvar innan den som är får börja leta. Under tiden ska då dessa gömma sig. När "letaren" räknat färdigt söker hen efter de andra deltagarna och den letaren ser kroppsdelar på först blir "letare" nästa omgång.

## Etymologi
Kurragömma är ett allmänsvenskt ord, använt i svenskan åtminstone sedan 1700-talet. Det är sammansatt av verben kurra – en biform av kura – och gömma, och kunde tidigare också skrivas i två ord (på 1700-talet till exempel ”kura gjöme”, ”kura göma”). Det anses gå tillbaka på ett ursprungligt ”kura i gömma”.
Detta kurra/kura är samma ord som kura i betydelsen ’sitta nedhukad, sitta hopkrupen’ etc. Formen ”kurra” används i den överförda betydelsen ’dölja sig, gömma sig’, och också om den deltagare i kurragömma som ”är”, dvs. som skall placera sig så att hen inte kan se var de andra gömmer sig.
Slutledsbetoningen i både kurragömma och tafatt visar att det ursprungligen är fråga om uttryck bestående av två ord. Egentliga sammansättningar (som till exempel skattegömma) har ju huvudtrycket på första ledet.

## Varianter
Burken, även kallad dunken, är en utvecklad variant på kurragömma.